# Sokajärvi
Sokajärvi är en del av sjön Ule träsk i Finland. Den ligger i Kajana i landskapet Kajanaland, i den centrala delen av landet, 500 km norr om huvudstaden Helsingfors. Sokajärvi ligger 134 meter över havet.